# Niels Matthias Petersen
Niels Matthias Petersen (meist N. M. Petersen abgekürzt, * 24. oder 25. Oktober 1791 in Sanderum bei Odense; † 11. Mai 1862) war ein dänischer Sprachwissenschaftler, Literaturwissenschaftler (Skandinavistik) und Historiker.

## Leben
1845 wurde N. M. Petersen – angeblich etwas widerwillig – zum ersten Skandinavistik-Professor an der Universität Kopenhagen ernannt, und in dieser Stellung fungierte er bis zu seinem Tod. Als Wissenschaftler arbeitete er innerhalb vieler Felder. Er war seit seiner Kindheit und sein ganzes weiteres Leben lang ein enger und ergebener Freund von Rasmus Rask. Auch stand er in Briefkontakt mit dem schwedisch-gotländischen Sprachforscher Carl Säve, mit dem ihm das Bekenntnis zum Skandinavismus verband. Beide wurden später an ihren Universitäten die jeweils ersten Professoren für nordische Sprachen.
Petersen war ein Vorkämpfer der Rechtschreibungsdebatte seiner Zeit und forderte eine gemeinskandinavische Schriftsprache. Die Geschichtswissenschaft lag ihm besonders am Herzen, zu der er mit mehreren bedeutenden Werken beitrug. Er begründete beispielsweise die Erforschung der dänischen Ortsnamen.
Als Literaturwissenschaftler schuf er 1853–1861 eine fünfbändige Literaturgeschichte, die in Dänemark als bahnbrechend gilt.

## Jugend
N. M. Petersen wurde 1791 in Sanderum bei Odense geboren, wo sein Vater, Matthias Pedersen, Schneider war. Die Eltern auf dem Dorf behielten das Kind jedoch nur anderthalb Jahre bei sich, bis Jacob Jørgensen, ein wohlhabender Bürger in Odense, der mit der Schwester des Vaters verheiratet war, das Kind zu sich nahm und es mit großer Liebe wie sein eigenes großzog.
1801 wurde Petersen auf die Gelehrte Schule zu Odense geschickt. Dort lernte er seinen Klassenkameraden Rasmus Rask kennen. Sie wurden Freunde fürs ganze Leben und teilten ihr Interesse an den nordischen Sprachen und der Geschichte. Zusammen lernten sie Isländisch, und als Petersen die Schule verließ, hatte er bereits die Heimskringla und andere Sagen im Original gelesen.
Ein anderer Jugendfreund war der spätere Philosoph Augustus Krejdal (1790–1829). Dessen Mutter war in zweiter Ehe mit dem Pfarrer Torkild Lund verheiratet, und Petersen verliebte sich in Lunds Tochter Sofie Magdalene, die er später heiratete.
1808 machte Petersen sein Abitur in Kopenhagen und entschied sich für ein Studium der Theologie. Damit kam er aber nur müßig voran, da seine selbständigen Gedanken nur schwer mit den kirchlichen Dogmen in Übereinstimmung zu bringen waren. Lieber wollte er Dichter werden. Seine Pflegeeltern ließen ihn jedoch bald wissen, dass er für sich selber sorgen solle, und so wurde er Hauslehrer in einer Pfarrei und 1815 Lehrer am Seminar Bernstorffs Minde.
1816 schließlich heiratete er seine Braut, die ihm sein ganzes Leben lang eine feste Stütze an seiner Seite bleiben sollte. Noch wusste er nicht, was das richtige Gebiet für seine Fähigkeiten sein sollte, aber seine Liebe zur Dichtkunst war so stark, dass er anfing, Dramen und lyrische Gedichte zu schreiben. Allerdings kam nur eins dieser Werke in Druck, seine dramatische Schilderung Cølibatet („Das Zölibat“. 1823), die zeigte, dass sein Talent in dieser Richtung nur begrenzt war. Trotzdem dichtete er weiter, ohne diese Stücke je zu veröffentlichen.

## Der Wissenschaftler
In der Zwischenzeit reiften seine linguistischen Kenntnisse und seine wissenschaftliche Sicht wurde klarer. 1826 veröffentlichte er seine ersten sprachwissenschaftlichen Schriften.
Das erste bedeutende Werk von N. M. Petersen kam 1829–30 heraus und hieß Det danske, norske og svenske Sprogs Historie under deres Udvikling af Stamsproget („Die Geschichte der dänischen, norwegischen und schwedischen Sprache unter ihrer Entwicklung aus der Stammsprache“). Hier konnte er deutlich seine Fähigkeiten unter Beweis stellen.
1829 wurde er von der Universitätsbibliothek angestellt, und wurde im Jahr darauf Registrator des Geheimarchivs. Diese beschauliche Tätigkeit mit Zugang zu den großen Schätzen der Vergangenheit sagte ihm sehr zu. Als Archivar weitete er sein Studiengebiet aus und gab diverse Schriften heraus, auf die er traf.
Auf diese Art wurde er 1836 Mitglied der Königlich Dänischen Gesellschaft für Geschichte und Sprache des Vaterlandes, deren Sekretär er 1839–48 war. Dort gab er zahlreiche alte dänische Dokumente vom 14. bis 17. Jahrhundert heraus, die nicht nur sprachlich, sondern auch historisch von hoher Bedeutung waren.
Aber Petersens historisches Interesse reichte weiter zurück, als es die alten Akten im Archiv beleuchten konnten. 1834 erschien sein Haandbog i den gammelnordiske Geografi eller systematisk Fremstilling af de gamle Nordboers geografiske Kundskab, eine Darstellung der altnordischen Geografie und der geografischen Kenntnisse der alten Wikinger.
In der Zeitschrift Annaler for nordisk Oldkyndighed veröffentlichte er 1836–39 Artikel über die Wikingerzüge nach Irland und gegen die Wenden.
Als Rask und Petersen in ihrer gemeinsamen Schulzeit zusammen die Sagen studierten, war Ersterer besonders mit der Sprachform und der Syntax beschäftigt, während Petersen sich eher für den Inhalt und den historischen Kontext interessierte. So sehr Petersen auch ein fähiger Sprachwissenschaftler war, so sehr interessierte er sich für die Geschichte als eigentliches Ziel seiner Forschungen.
1831–36 erschien seine Übersetzung der norwegischen Königssagen Oldnordiske Sagaer, und 1834–38 gab er seine Danmarks Historie i Hedenold („Geschichte Dänemarks im Heidenzeitalter“) heraus, was damals ein Standardwerk zur frühesten Geschichte Dänemarks bis zur Christianisierung war. Petersens Anspruch war es, nicht einfach gewagte Hypothesen aufzustellen, aber andererseits wollte er dennoch etwas vom Inhalt der alten Sagen erzählen. So erzählte er die Sagen in seinem eigenen Stil nach und versah sie mit kritischen Anmerkungen über den möglichen Ursprung und Zusammenhang mit anderen Erzählungen. Er schilderte auch die nordische Mythologie, die alte Dichtkunst der Skalden und die nordische Kulturgeschichte unter besonderer Vorhebung der dänischen Besonderheiten.
Von ähnlicher Bedeutung war sein Werk Historiske Fortællinger om Islændernes Færd hjemme og ude (4 Bände, 1839–44) über die alten isländischen Sagen und Islands Geographie, Geschichte und Gesellschaft in der Freistaatszeit.
Nah verwandt zu diesen Arbeiten ist seine Nordisk Mythologi von 1849 in Form einer Vorlesung (1845 wurde Petersen Skandinavistik-Professor)
Sein größtes Werk kam 1853–61 unter dem bescheidenen Titel Bidrag til den danske Litteraturs Historie („Beiträge zur dänischen Literaturgeschichte“) heraus. Das fünfbändige Werk enthält nicht nur alle notwendigen bibliographischen und biographischen Angaben, sondern hebt die Eigentümlichkeiten jedes einzelnen Werkes und jedes Verfassers hervor und stellt sie in den Zusammenhang der jeweils herrschenden Geisteshaltungen und Bewegungen ihrer Zeit. Dabei behandelt er nicht alleine die Belletristik, sondern ebenso die wissenschaftliche und gelehrte Fachliteratur. Dieses Werk gilt als eines der schönsten innerhalb der dänischen Literatur des 19. Jahrhunderts.
Petersen war hierbei ein Verfechter des Nordischen und skeptisch gegenüber den Einflüssen speziell aus Deutschland. Bei jeder Gelegenheit ermahnte er die Dänen zur Rückbesinnung auf die eigenen Wurzeln und die Gemeinsamkeiten mit den anderen skandinavischen Völkern. Gleichwohl galt er als stark beeinflusst von Jean-Jacques Rousseau.
Ein halbes Jahr nach seinem 70. Geburtstag verstarb Niels Matthias Petersen. Seine Frau folgte ihm am 27. Juli selben Jahres. Ihre Ehe blieb kinderlos.

## Schriften (Auswahl)
- Dansk Orddannelseslære (Kopenhagen 1826)
- Det danske, norske og svenske Sprogs Historie (1829–30, 2 Bände)
- Danmarks Historie i Hedenold (2. Auflage 1854–55, 3 Bände)
- Haandbog i den gammel-nordiske Geographi (1834, Band 1)
- Historiske Fortællinger om Islændernes Færd bjemme og ude (1839–1844, 4 Bände. 3. Auflage: 1900–1901)
- Nordisk Mythologi (2. Auflage: 1862) und vor allem seine
- Bidrag til den oldnordiske Literaturs Historie (1866)
- Bidrag til den danske Literaturs Historie (2. Auflage: 1867–1871, 5 Bände), die erste vollständige Bearbeitung der dänischen Literaturgeschichte.